# Кыдырбекулы, Балгабек
Балгабек Кыдырбекулы (Балғабек Қыдырбекұлы) (15.04.1929 — 25.06.1995) — казахстанский писатель, журналист, переводчик.

## Биография
Родился 15 апреля 1929 года в ауле № 16 Джамбулского района Алматинской области. Происходит из рода шапырашты. Окончив летом 1942 года ускоренные бухгалтерские курсы, три года работал счетоводом в колхозе.
Окончил факультет журналистики Казахского университета (1950, с отличием). С 1949 года литсотрудник, с 1961 года фельетонист, с 1964 года заведующий отделом науки и учебных заведений, с 1969 года заместитель, с 1973 года первый заместитель главного редактора
С 1987 года на пенсии по состоянию здоровья.
Автор переводов с русского языка. Избирался членом Центрального Комитета Компартии Казахстана, депутатом Верховного Совета республики (1985, 1990), возглавлял Союз журналистов Казахстана (1983—1987). Награждён орденами Трудового Красного Знамени, Дружбы народов, медалями, Почётными грамотами Верховного Совета КазССР, заслуженный работник культуры КазССР.

## Семья
Жена — Кыдырбекова Сафура Сейдалиевна (педагог), две дочери, три сына.
Сын — Кыдырбекулы, Дулатбек Балгабекович, кандидат политических наук (1996). Сын — Кыдырбекулы Алматбек Балгабекович — доктор физико-математических наук, профессор. Сын Алгатбек (1956) — доктор экон. наук. Дочь — Кыдырбек, Балнур Балгабековна. Дочь — Шахинур (1959), доцент консерватории.

## Память

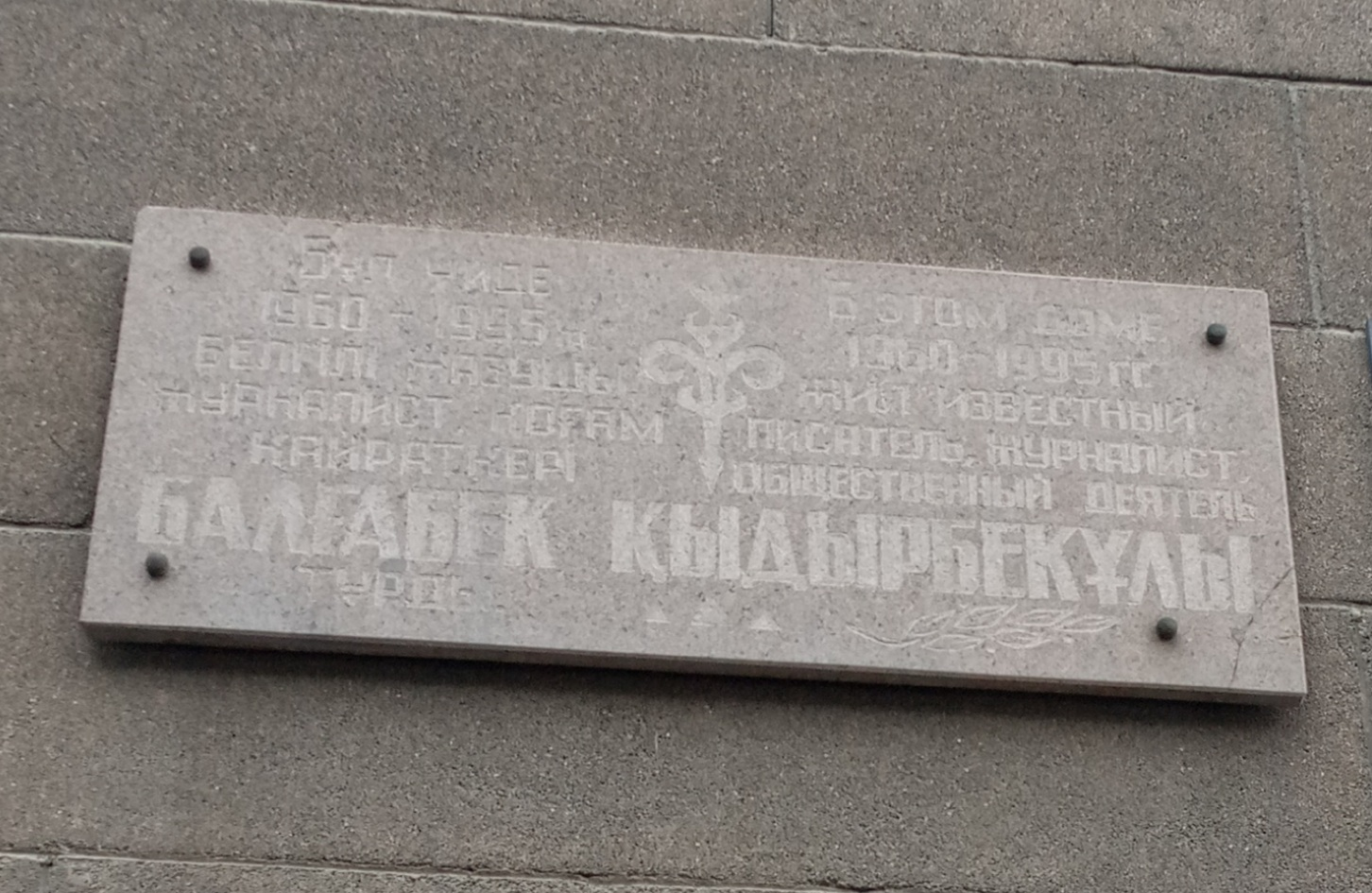
Мемориальная доска к дому где жил в 1960-1995 годах Балгабек Кыдырбекулы (улица Динмухаммеда Коная, 135)

Его именем названо село в Жамбылском районе Алматинской области (Село имени Балгабека Кыдырбекулы, до 1997 — Таран).